# Никифоров, Пётр Михайлович (Герой Социалистического Труда)
Пётр Михайлович Никифоров (3 февраля 1941, с. Гавриловка, Рузаевский район — 20 февраля 2003, с. Гавриловка, Район имени Габита Мусрепова, Северо-Казахстанская область, Казахстан) — тракторист совхоза «Валихановский» Рузаевского района Кокчетавской области, Казахская ССР. Герой Социалистического Труда (1973).

## Биография
Родился в 1941 году в крестьянской семье в селе Гавриловка (сегодня — Кокалажар) Рузаевского района.
В 1956 году окончил местную семилетку, после которой трудился прицепщиком, скотником в совхозе «Валихановский» Рузаевского района. В 1957 году окончил совхозные курсы трактористов и с этого же года трудился в тракторно-полеводческой бригаде. В 1960 году окончил курсы шофёров. С 1961 по 1963 года проходил срочную службу в Советской Армии. Служил водителем военно-строительной части на строительстве космодрома Байконур.
После армии возвратился на родину и продолжил трудиться трактористом в совхозе «Валихановский». Ежегодно показывал высокие трудовые результаты. В 1972 году получил приз Кокчетавского обкома ВЛКСМ как победитель социалистического соревнования среди молодых трактористов области. В этом же году за выдающиеся трудовые достижения был награждён Орденом Трудового Красного Знамени.
В 1973 году подобрал валки с площади 717 гектаров и намолотил 8040 центнеров зерновых. Выработал на тракторе К-700 1179 гектаров пахоты. По итогам работы в 1973 году занял первое место в социалистическом соревновании среди хлеборобов Рузаевского района. Указом Президиума Верховного Совета СССР от 10 декабря 1973 года удостоен звания Героя Социалистического Труда за «большие успехи, достигнутые во Всесоюзном социалистическом соревновании, и проявленную трудовую доблесть в выполнении принятых обязательств по увеличению производства и продажи государству зерна и других продуктов земледелия в 1973 году» с вручением ордена Ленина и золотой медали «Серп и Молот» (№ 11439).
Неоднократно избирался депутатом Рузаевского районного Совета депутатов трудящихся. По итогам работы в годы Десятой пятилетки (1976—1980) награждён вторым Орденом Трудового Красного Знамени. В 1991 году назначен бригадиром тракторно-полеводческой бригады в родном совхозе.
В 1996 году вышел на пенсию. Проживал в селе Гавриловка (с 2008 года — Кокалажар) Рузаевского района.
Умер в феврале 2003 года. Похоронен на кладбище родного села.
Награды
- Герой Социалистического Труда
- Орден Ленина
- Орден Трудового Красного Знамени — дважды (13.12.1972; 19.02.1981)